# Парк атракціонів (фільм)
«Парк атракціонів» (швед. Swoon) — шведська мелодраматична стрічка 2019 року. Світова прем'єра фільму відбулась на Гетеборзькому кінофестивалі.

## У ролях
| Актор               | Роль             |
| ------------------- | ---------------- |
| Альбен Гренгольм    | Джон Ліндгрен    |
| Фріда Густавссон    | Нінні Нільссон   |
| Пернілла Аугуст     | Елін Ліндгрен    |
| Роберт Густафссон   | Густав Нільссон  |
| Леннарт Якель       | Йоган Ліндгрен   |
| Гелена Аф Сандеберг | Надєжда Нільссон |
| Сергій Онопко       | Гюбнер           |
| Інга Авемо Ходелл   | Аніта Ліндгрен   |
| Фредерік Хіллер     | Андерссон        |

## Створення фільму

### Виробництво
Зйомки фільму розпочались у вересні 2017 року. Вихід стрічки у прокат був запланований на грудень 2018 року.

### Знімальна група
- Кінорежисер — Манс Марлінд, Бйорн Стейн
- Сценарист — Манс Марлінд
- Кінопродюсер — Крістіна Аберг
- Композитор — Натаніель Мекалі
- Кінооператор — Аріль Вретблад
- Кіномонтаж — Бйорн Стейн
- Художник-постановник — Патер Спарров
- Артдиректор — Ренато Че
- Художник-декоратор — Панні Луттер
- Художник-костюмер — Маргрет Ейнарсдоттір
- Підбір акторів — Жанетт Клінтберг[5]